# Zvonimir Pomykalo
Zvonimir (Zvonko) Pomykalo (1919.), hrvatski violončelist.

## Životopis
Rodio se je u glazbeničkoj obitelji. Mati Marija r. Hasler/Hazler rodom je iz Slunja. Imao je braću Josipa i Ferdu, koja su obojica također pošli glazbenim vodama.
Svirao je u Zagrebačkom gudačkom kvartetu i Zagrebačkim solistima. Zagrebački kvartet obnovio je rad 1954. upravo zaslugom Pomykala, Klime, Šestaka i Stranića čime je započelo drugo razdoblje Zagrebačkog kvarteta.
Od poznatih osoba koji su učili svirati glazbu kod Pomykala, valja spomenuti Bojana Lhotku.
Svirao je s poznatim hrvatskim glazbenicima kao što je Boško Petrović, Tonko Ninić, Frano Parać, Vladimir Ruždjak, Antonio Janigro i dr.
Bio je član Odbora violončelista Zagreba (ostali članovi: Antonio Janigro, Rudolf Matz).